# Siegen (Basso Reno)
Siegen è un comune francese di 531 abitanti situato nel dipartimento del Basso Reno nella regione del Grand Est.

## Società

### Evoluzione demografica
Abitanti censiti